# Patricia Thatcher
Patricia Patsy Loraine Thatcher ist eine australische Anthropologin.
Ihr Hauptforschungsgebiet ist Osttimor, mit dem sie sich Jahrzehnte beschäftigt. Ihre Master-Thesis von 1992 trug den Titel The Timor-Born in Exile in Australia. Thatcher studierte am Department of Anthropology and Sociology der Monash University im australischen Melbourne. Für die Arbeit befragte sie die einheimische Bevölkerung und dokumentierte die ansonsten mündlich überlieferte Geschichte der Timoresen. Zusammen mit James E. Coughlan veröffentlichte Thatcher 1996 an der Bangkoker Chulalongkorn-Universität die Arbeit South East Asian Refugees in Australia: Immigrants from Cambodia, East Timor, Laos and Viet Nam – A Demographic and Socio-Economic Profile from the 1991 Census.
2014 erhielt Thatcher von Osttimors Präsident Taur Matan Ruak die Insígnia des Ordem de Timor-Leste.